# Kadena
Kadena (jap. 嘉手納町 Kadena-chō) – miasto w Japonii, w prefekturze Okinawa, na wyspie Okinawa. Według danych na rok 2020 miejscowość zamieszkiwało 13 521 mieszkańców , a gęstość zaludnienia wyniosła 894,2 os./km².